# Onthophagus ocellatopunctatus
Onthophagus ocellatopunctatus es una especie de insecto del género Onthophagus, familia Scarabaeidae, orden Coleoptera.

Fue descrita científicamente por Waterhouse en 1875.